# Holmium(III)-klorid
A holmium-klorid, pontosabban holmium(III)-klorid szervetlen vegyület, a holmium és klór vegyülete. Képlete HoCl3. Sószerű vegyület, főleg kutatásokban használják. A holmium-oxidhoz hasonlóan színváltoztató tulajdonságot mutat, természetes fényben citromsárga, fénycsővilágítás mellett élénk rózsaszínű.

## Előállítása
Elemeinek egyesítésével is előállítható, de gyakoribb módszer a holmium-oxid és ammónium-klorid keverékének 200-250 °C-ra hevítése.
Elemeiből előállítva:
2 Ho + 3 Cl2 → 2 HoCl3
Más vegyületekből előállítva:
Ho2O3 + 6 NH4Cl → 2 HoCl3 + 6 NH3 + 2 H2O

## Szerkezete
Kristályszerkezete az ittrium-kloridéval (YCl3) azonos rétegrács.

## Fordítás
- Ez a szócikk részben vagy egészben  a   Holmium(III) chloride című angol Wikipédia-szócikk ezen változatának fordításán alapul.  Az eredeti cikk szerkesztőit annak laptörténete sorolja fel. Ez a jelzés csupán a megfogalmazás eredetét és a szerzői jogokat jelzi, nem szolgál a cikkben szereplő információk forrásmegjelöléseként.